# Daniel Halemba
Daniel Halemba (* 19. Juli 2001 in Mikołów, Polen) ist ein rechtsextremer deutscher Politiker (AfD). Bei der bayerischen Landtagswahl am 8. Oktober 2023 zog er über die unterfränkische Liste in den Landtag ein. Er steht wegen seiner Mitgliedschaft in der rechtsextremen Burschenschaft Teutonia Prag in der Kritik; unter anderem wegen des Vorwurfs der Volksverhetzung und der Verwendung von Kennzeichen verfassungswidriger Organisationen wurde gegen ihn Anklage erhoben.

## Leben
Halemba wurde am 19. Juli 2001 in Mikołów in der polnischen Woiwodschaft Schlesien geboren. 2004 zog die polnischstämmige Familie nach Wertheim. Er besuchte das Dietrich-Bonhoeffer-Gymnasium in Wertheim und nahm nach dem Abitur (2020) ein Studium der Rechtswissenschaften an der Universität Würzburg auf. 2021 wurde er Mitglied der pflichtschlagenden Burschenschaft Teutonia Prag zu Würzburg. Inzwischen studiert er nach eigenen Angaben Wirtschaftswissenschaften an der Universität Würzburg und Rechtswissenschaften an der Fernuniversität in Hagen. Weiterhin ist Halemba nach eigenen Angaben als selbstständiger Unternehmer tätig.
Halemba war Messdiener in der katholischen Kirche und wurde 2020 in den Pfarrgemeinderat der Wertheimer Kirchengemeinde St. Venantius gewählt, in der seine Mutter als Pfarrsekretärin tätig ist. Diese Wahl löste wegen Halembas AfD-Engagements heftige Proteste aus, die auch die zuständige erzbischöfliche Behörde in Freiburg erreichten. Dort wurde die Rechtmäßigkeit der Wahl anerkannt. Bei der konstituierenden Sitzung des Pfarrgemeinderates erklärte Halemba wegen des Konfliktes in der Gemeinde sowie seines Umzuges nach Würzburg seinen Rücktritt vom Amt.
Halemba spricht unter anderem Deutsch und Polnisch.

## Politik
Halemba ist Vorsitzender des AfD-Kreisverbandes Würzburg. Bei der Landtagswahl in Bayern am 8. Oktober 2023 erhielt er im Stimmkreis Haßberge, Rhön-Grabfeld 17,0 % der Erststimmen. Halemba zog über die Bezirksliste in den 19. Bayerischen Landtag ein. Im November 2023 berichtete T-Online, wie im Stimmkreis 604 Parteimitgliedern mit juristischen Mitteln gedroht wurde, um die Aufstellung von Halemba als Direktkandidat sicherzustellen.
Auf die Frage eines Journalisten nach seinem politischen Vorbild antwortete Halemba: „Wenn ich eine Person aussuchen müsste, deren Politikstil ich als erstrebenswert erachte, wäre das Björn Höcke.“

## Ermittlungen und Anklage gegen Halemba

### Tatvorwürfe Verwenden von Kennzeichen verfassungswidriger Organisationen und Volksverhetzung
Auf dem Gelände der Burschenschaft Teutonia Prag soll es laut Angaben von Nachbarn bei Feiern immer wieder zu „Sieg Heil“-Rufen   und dem Zeigen des Hitlergrußes gekommen sein. Darüber hinaus sollen teilweise strafbare Lieder rechtsextremer Musikgruppen wie „Landser“ oder der „Zillertaler Türkenjäger“ abgespielt worden sein.
Am 14. September 2023 dursuchte die Polizei daraufhin wegen des Verdachts des Verwendens von Kennzeichen verfassungswidriger Organisationen und Volksverhetzung das Haus der Burschenschaft. Hierbei wurde festgestellt, dass im Zimmer von Daniel Halemba über dessen Bett der sogenannte Lebensborn-Befehl des SS-Führers Heinrich Himmler angebracht war. Auf diesem ist die Doppelsigrune, das in Deutschland verbotene Symbol der SS, zu sehen.
Zudem wird Halemba zur Last gelegt auf seiner Geburtstagsfeier im Juli 2022 das Lied „Wacht an der Spree“ der Musikgruppe Landser abgespielt zu haben. Die Staatsanwaltschaft stuft das Stück als volksverhetzend ein, weil es zum Hass gegen in Deutschland lebende Türken aufstachele. Halembas Anwalt, der ehemalige AfD-Kommunalpolitiker und Rechtsextremist Dubravko Mandic, erklärte hierzu, dass die Staatsanwaltschaft nicht einmal beweisen könne, dass sein Mandant überhaupt vor Ort gewesen sei.
Im Rahmen der Dursuchung wurde des Weiteren festgestellt, dass sich im Gästebuch der Burschenhaft unterhalb des Namens von Halemba der verbotene Ausspruch „Sieg Heil“ befand. Die Staatsanwaltschaft stellte das Ermittlungsverfahren in diesem Punkt mangels Tatverdacht ein, da sie Halemba nicht nachweisen konnte den Schriftzug und eine daneben befindliche Sigrune verwendet zu haben.
Halemba selbst bezeichnete diese Vorwürfe als „unzutreffend, absurd und leicht durchschaubar“. Die Hausdurchsuchung sei willkürlich erfolgt, mit dem Ziel, ihm und der AfD zu schaden. Belastendes Material gegen ihn gebe es nicht.

### Haftbefehl und Festnahme
Am 27. Oktober 2023, drei Tage vor der konstituierenden Sitzung des Bayerischen Landtags, wurde gegen Halemba ein Haftbefehl wegen Verdunklungsgefahr erlassen, weil er laut Staatsanwaltschaft einen anderen „Mitbeschuldigter massiv eingeschüchtert“ haben soll. Der Haftbefehl konnte zunächst nicht vollstreckt werden, da Halemba nicht angetroffen wurde. Das bayerische Innenministerium teilte am 28. Oktober 2023 mit, dass mit Hochdruck nach Halemba gefahndet werde. AfD-Landesvize Martin Böhm schlug in diesem Zusammenhang gegenüber Parteikollegen vor, dass Halemba sich öffentlichkeitswirksam im Landtag festnehmen lassen solle, um „noch stärker polarisierend auf die Bürger zu wirken“ und Landtagspräsidentin Ilse Aigner zu beschädigen.
Halemba konnte letztlich kurze Zeit später am Morgen des 30. Oktober 2023 in Kirchheim unter Teck unter anderem mittels einer Handyortung festgenommen werden.  Der Haftbefehl wurde noch am selben Tag außer Vollzug gesetzt. Zu den Auflagen hierfür gehörte eine wöchentliche Meldung bei der Polizei, ein Kontaktverbot zu Mitbeschuldigten und ein Betretungsverbot für die Burschenschaft. Am 23. Januar 2024 wurden der Haftbefehl und damit auch die mit diesem verbundenen Auflagen gänzlich aufgehoben.
Der bayerische Landtag hatte in seiner ersten Plenarsitzung am 30. Oktober 2023 Halembas Immunität erstmalig aufgehoben. Die AfD-Vertreter enthielten sich bei der Abstimmung.

### Tatvorwürfe Geldwäsche, Nötigung und Sachbeschädigung
Im April 2024 wurde bekannt, dass die Staatsanwaltschaft Würzburg zusätzlich wegen des Verdachts der Geldwäsche, der gemeinschaftlichen Nötigung sowie der Sachbeschädigung gegen Halemba ermittelt. Den Vorwürfen der Nötigung und Sachbeschädigung liegt dabei ein Sachverhalt aus dem Jahr 2023 zu Grunde. Damals soll Halemba auf einen Rechtsanwalt eingewirkt haben, damit dieser sich in einem Parteiordnungsverfahren gegen einen Dritten auf eine von Halemba gewünschte Weise verhält. Bei dem Vorfall soll die Kanzleitür leicht beschädigt worden sein.
In einem weiteren Fall von Nötigung soll Halemba durch Drohung auf einen früheren Mitbeschuldigten eingewirkt haben, um diesen während des Ermittlungsverfahrens zu einem bestimmten Verhalten zu bewegen. Laut Angaben von Halembas Verteidiger Dubravko Mandic sehen sich indes weder der Rechtsanwalt noch der frühere Mitbeschuldigte als Geschädigte einer Nötigung.
Im Rahmen des Geldwäschevorwurfs wird Halemba zur Last gelegt, dass er im Juli 2022 „einen mittleren vierstelligen Geldbetrag“, der aus Betrugstaten stammen soll, von seinem Konto auf ein Konto im Baltikum transferiert und hierfür eine geringfügige Provision erhalten haben soll. Halemba äußerte hierzu, dass er unter Ausnutzung seiner Gutmütigkeit getäuscht worden sei.
Wegen der in Rede stehenden Vorwürfe hob der Bayerische Landtag Halembas Immunität am 25. April 2024 erneut auf. Die AfD-Fraktion im Landtag forderte Halemba auf, die Vorwürfe „schnellstmöglich und vollständig aufzuklären“.

### Anklageerhebung
Ende Mai 2024 wurde bekannt, dass die Staatsanwaltschaft Würzburg gegen Halemba mittels Anklage wegen Verwendens von Kennzeichen verfassungswidriger Organisationen, Volksverhetzung, Geldwäsche, Nötigung und Sachbeschädigung beim Amtsgericht Würzburg (Jugendrichter) erhoben hat. Die Anklageschrift hierzu umfasst 14 Seiten. Mit Halemba zusammen ist ein weiteres Mitglied der Burschenschaft angeklagt, dem zur Last gelegt wird bei den beiden vorgeworfenen Nötigungen und der Sachbeschädigung Mittäter gewesen zu sein.

### Überweisung an Große Jugendkammer
Im Oktober 2024 beantragte der zuständige Vorsitzende des Jugendschöffengerichts wegen des besonderen Umfangs des Verfahrens eine Übernahme durch die Große Jugendkammer des Landgerichts Würzburgs. Der Vorsitzende der Jugendkammer beauftragte die Staatsanwaltschaft daraufhin am 26. November 2024 mit Nachermittlungen. Unter anderem sollte ein weiterer Zeuge bezüglich des Geldwäsche-Vorwurfs vernommen werden.
Nach Abschluss der Nachermittlungen kam die Jugendkammer zu dem Ergebnis, dass bezüglich des Vorwurfs der Volksverhetzung und des Verwendens von Kennzeichen verfassungswidriger Organisationen kein Tatverdacht bestehe. Halemba sei nicht nachzuweisen, dass er das Lied „Wacht an der Spree“ der Rechtsrockband Landser abgespielt habe. Das Aufhängen des SS-Befehls in seinem Zimmer sei mangels öffentlicher Verwendung nicht strafbar. Skeptisch zeigte sich die Kammer auch bezüglich der Vorwürfe der Nötigung und der Sachbeschädigung, bejahte hier indes einen grundsätzlichen Tatverdacht.
Von den insgesamt fünf Tatvorwürfen sah die Jugendkammer insoweit nur drei als begründet an. Daher sei zwar immer noch „eine Hauptverhandlung zu erwarten, die sich über einen längeren Zeitraum erstreckt und den üblichen Rahmen einer Hauptverhandlung vor dem Jugendschöffengericht“ überschreite. Dies genüge jedoch gleichwohl nicht, um einen besonderen Umfang des Verfahrens anzunehmen. Die Kammer lehnte eine Übernahme daher mit Beschluss von 26. März 2025 ab, so dass das Amtsgericht weiterhin als erste Instanz zuständig bleibt.

## Parteiinterne Ordnungsmaßnahmen
Der AfD-Landesvorstand beriet im Dezember 2023 nach Aufforderung des Bundesvorstands über einen Ausschluss Halembas aus der Partei. Hintergrund hierfür war der Verdacht der Mitwirkung an einer satzungswidrigen Aufnahme neuer Mitglieder. Zwei Mitglieder sollen in den AfD-Kreisverband Würzburg aufgenommen worden sein, obwohl sie nicht in seinem Gebiet wohnten; dies wäre ein Verstoß gegen die Ordnung der Partei. Die neuen Mitglieder sollen auf die Adresse der Burschenschaft Teutonia Prag in Würzburg gemeldet worden sein, ohne dort zu wohnen. Mit den Stimmen dieser Mitglieder soll Halemba zum Kandidaten der AfD im Stimmkreis „Haßberge, Rhön-Grabfeld“ bei der Landtagswahl 2023 gewählt worden sein. Aufgrund dessen wurde vermutet, dass diese Personen in die AfD aufgenommen worden seien, um auf der Aufstellungsversammlung für Halemba zu stimmen. Halemba nahm zu dieser Angelegenheit nicht Stellung. Die Stadt Würzburg machte die Anmeldungen rückgängig und verhängte Bußgelder. Aus Sicht des Landesvorstandes trafen die Vorwürfe gegen Halemba teilweise zu. Er belegte Halemba aufgrund der Unregelmäßigkeiten bei der Kandidatenaufstellung mit einer zweijährigen Ämtersperre.
Am 14. Dezember 2023 erklärte Halemba, alle Parteiämter innerhalb der AfD mit sofortiger Wirkung aufzugeben und seine Mitgliedschaft in der Partei ruhen zu lassen. Seine Position in der Landtagsfraktion werde er weiterhin behalten.
Auf einem Landesparteitag im Januar 2024 forderten 57 % der Abstimmenden Halemba auf, sein Abgeordnetenmandat niederzulegen. Halemba lehnte dies ab. Fraktionschefin Katrin Ebner-Steiner hielt den Fall Halemba hingegen für „erledigt“. Man habe sich in der Landtagsfraktion auf das Motto „einer für alle, alle für einen“ geeinigt.

## Teilnahme an Treffen der Identitären Bewegung
2021 nahm Halemba in Wien an einer Kundgebung der Identitären Bewegung Österreich mit deren Anführer Martin Sellner teil, die auf der Unvereinbarkeitsliste der AfD verzeichnet ist.
Am 11. November 2023 fand im bayerischen Dasing im Landkreis Aichach-Friedberg ein Treffen von ca. 60 Rechtsextremisten statt, dem neben Anhängern der Identitären Bewegung und dem AfD-Landtagsabgeordneten Franz Schmid auch Daniel Halemba beiwohnte. Als Thema wurde, ähnlich zum von Correctiv aufgedeckten Treffen in Potsdam, unter anderem auch der „Masterplan“ in der Migrationspolitik besprochen. Einer der Redner war der Kopf der rechtsextremen „Identitären Bewegung“ Martin Sellner. Der österreichische Postfaschist Sellner bewarb dort laut bayerischem Verfassungsschutz sein Konzept für die „Remigration“ von Ausländern sowie deutschen Staatsbürgern mit „ausländischen Wurzeln“ aus Deutschland vor eigenen Anhängern und AfD-Mitgliedern. Auch soll bei der Veranstaltung laut Sellner ein „rechtes Kinderbuch“ vorgestellt worden sein.